# Uzbekistans statliga universitet
Uzbekistans statliga universitet Mirza Ulugh Beg är ett offentligt universitet i Tasjkent, Uzbekistan. Universitetet grundades 1918 som Turkestans folkuniversitet då Uzbekistan var en del av Sovjetunionen och Turkestanska ASSR. Namnet har ändrats flera gånger under historien och det nuvarande tillkom efter Uzbekistans självständighet 1991. Universitetet är idag namngivet efter Ulugh Beg.